# ハングオーバー! 消えた花ムコと史上最悪の二日酔い
『ハングオーバー! 消えた花ムコと史上最悪の二日酔い』（ハングオーバー! きえたはなムコとしじょうさいあくのふつかよい、原題: The Hangover）は、2009年のアメリカ映画。『ハングオーバー!』シリーズの第1作となる。

## ストーリー
2日後に結婚を控えたダグと、彼の親友の教師フィルと歯科医スチュ、そして義弟となるアランの4人は、バチェラー・パーティーを企画し、義父のベンツに乗ってラスベガスへ向かう。ホテルではフィルとスチュが手持ちのお金を持って最高級のスイートを取り、4人は立ち入り禁止の屋上へ出て酒を飲み交わし友情を確かめ合う。
翌朝、スチュ、フィル、アランの3人は酷い二日酔い（ハングオーバー）の状態で目覚める。借りたスイートルームは、荒れ果てており、浴室にはなぜかトラがいて、見知らぬ赤ちゃんまでいた。主役のダグはおらず、さらにスチュは上の前歯が無くなっていたが、3人は共に前夜の記憶はない。いないダグを捜すため、3人はそれぞれのポケットの中身をヒントに前夜の出来事を調べ始める。
ひとまずポケットにあった病院の腕章を元に病院に向かおうとした3人だったが、ホテルに預けたベンツはパトカーに変わっていた。病院では3人からレイプに使われるドラッグが検出されたことを教えられ、ますます謎が深くなる。さらにスチュは前夜に結婚したことになっており、相手のジェイドのアパートを訪ねると謎の赤ちゃんの母親だったことが判明する。そこに警察が踏み込み、3人はパトカー泥棒として捕まってしまうが、警察署見学の子供たちにスタンガンで撃たれることを条件に保釈され、ベンツを取り戻す。ベンツのトランクからは全裸のアジア人が飛び出し、めった打ちに遭う。謎が一部解決しつつ、新たな謎も広がる中、ダグは見つからず、手掛かりもなく、3人は一度ホテルに戻る。
ホテルに戻るとマイク・タイソンがおり、トラはタイソン邸からフィルらが盗んだものだと判明する。タイソンは、屋敷に返すよう言い、3人はベンツがボロボロになりながらも暴れるトラを何とかタイソン邸へ連れていく。その帰りに昼間のアジア人レスリー・チャウが率いるギャング団に襲われ、チャウは昨夜カジノでフィルたちが間違えて持ち帰ったカバンに8万ドルの現金があったこと、ダグの身柄を預かっていることを明かし、彼を返して欲しければ8万ドルを渡すように脅迫する。そんなカバンは見つからず、途方に暮れる3人であったが、アランは特異な才能を発揮して、カードカウンティングによってブラックジャックで8万ドルを稼ぐ。
結婚式当日。3人は8万ドルを持ってチャウからダグを取り返すが同名の別人（黒いダグ）で、アランにドラッグを売った売人だった。結婚式まであと5時間、ダグの手掛かりを完全に失った3人は途方に暮れる。しかし、スチュは黒いダグとの会話の中でダグのいる場所に気づく。
ホテルに戻った3人が急いで屋上に向かうと、日焼けし脱水症状を起こしかけているダグがいた。3人はベッドで寝ているダグを屋上に運ぶ悪戯をしたのだが、そのままホテル内に戻ることができず取り残されていたのだった。4人は車でカリフォルニアへと戻ることを決めると、移動中に正装への着替えも済ませ、ギリギリで結婚式に間に合うのだった。
式が一段落してくつろぐ4人はあの夜の出来事を収めたカメラを発見し、自分たちがどんなバカ騒ぎをやったのかを知る。

## 登場人物
フィル・ウィネック
ダグの友人。職業は教師であり、妻子持ち。遊び好きの美男子だが、3人の中では比較的冷静。
スチュアート・プライス（スチュ）
ダグの友人。職業は歯科医だが、見栄を張って「医師」と称することも。温厚だが皮肉屋の面もある。精神的にやや脆く、状況が悪化すると取り乱して口が悪くなる。高圧的な恋人に束縛されていて、なかなか反抗できない。
アラン・ガーナー
ダグの婚約者であるトレーシーの弟。定職に就いておらず、無教養で不作法、肥満体で身なりを構わない髭面の変人。その言動でフィルとスチュを苛立たせるが、物語の山場では天才的な才能を発揮する。
ダグ・ビリングス
結婚間近の青年。フィルとスチュの友人で、ラスベガスから帰ればアランの義兄になる予定の人物。本来は親友だけで楽しむ予定だった旅に、人当りの悪いアランを誘ってやった。ラスベガス到着後、その夜から行方不明に。
ジェイド
スシュが結婚した相手。

## キャスト
| 役名                             | 俳優                     | 日本語吹替 |
| -------------------------------- | ------------------------ | ---------- |
| フィル・ウィネック               | ブラッドリー・クーパー   | 桐本琢也   |
| スチュアート（スチュ）・プライス | エド・ヘルムズ           | 永井誠     |
| アラン・ガーナー                 | ザック・ガリフィアナキス | 奈良徹     |
| ダグ・ビリングス                 | ジャスティン・バーサ     | 川中子雅人 |
| ジェイド                         | ヘザー・グラハム         | 小林さやか |
| トレーシー・ガーナー             | サーシャ・バレス         | 佐古真弓   |
| シド・ガーナー                   | ジェフリー・タンバー     | 田原アルノ |
| メリッサ                         | レイチェル・ハリス       | 松熊つる松 |
| レスリー・チャウ                 | ケン・チョン             | 岡野浩介   |
| 黒い方のダグ                     | マイク・エップス         | 柳沢栄治   |
| フランクリン                     | ロブ・リグル             | 遠藤純一   |
| マイク・タイソン                 | マイク・タイソン         | 山野井仁   |

### カメオ出演
| 役名                 | 俳優                 | 日本語吹替 |
| -------------------- | -------------------- | ---------- |
| Mr.クリーピー        | トッド・フィリップス |            |
| ウェイン・ニュートン |                      |            |
| ラスベガスの通行人   | フィル・ミケルソン   |            |

## 公開
アメリカでは2009年6月5日に3269館、約4500スクリーンで公開された。
日本では2009年9月21日に行われた第2回したまちコメディ映画祭in台東の前夜祭である映画秘宝ナイトで一度上映され、その後はビデオスルーとなる予定であったが、2010年7月3日に劇場公開されることになった。
日本での劇場公開時には、輸入盤のソフトは既に発売済みであったが、日本版ソフトはBDとDVDのセットで2010年10月6日に発売された。

## 評価
比較的低予算で大スターが出演していないにもかかわらず、北米週末興行収入で2週連続1位となった。さらに累計で全米で約2億7700万ドル、全世界では約4億6700万ドルを稼ぐヒット作となった。2009年度の北米興行収入第6位である。
レビュー・アグリゲーターのRotten Tomatoesでは240件のレビューで支持率は79%、平均点は6.80/10となった。Metacriticでは31件のレビューを基に加重平均値が73/100となった。

### 受賞・ノミネート
| 賞                                   | 部門                                        | 候補者                            | 結果       |
| ------------------------------------ | ------------------------------------------- | --------------------------------- | ---------- |
| アメリカ映画編集者協会賞             | 長編映画編集賞 (ミュージカル・コメディ部門) | デブラ・ニール＝フィッシャー      | 受賞       |
| アメリカ映画協会賞                   | トップ10作品                                | -                                 | 受賞       |
| クリティクス・チョイス・アワード     | コメディ映画賞                              | -                                 | 受賞       |
| 英国アカデミー賞                     | オリジナル脚本賞                            | ジョン・ルーカス スコット・ムーア | ノミネート |
| デトロイト映画批評家協会賞           | アンサンブル賞                              | -                                 | 受賞       |
| エンパイア賞                         | コメディ賞                                  | -                                 | ノミネート |
| ゴールデングローブ賞                 | 作品賞 (ミュージカル・コメディ部門)         | -                                 | 受賞       |
| ヒューストン映画批評家協会賞         | 助演男優賞                                  | ザック・ガリフィアナキス          | ノミネート |
| MTVムービー・アワード                | 作品賞                                      | -                                 | ノミネート |
| MTVムービー・アワード                | ブレイクアウト・スター賞                    | ザック・ガリフィアナキス          | ノミネート |
| MTVムービー・アワード                | 悪役賞                                      | ケン・チョン                      | ノミネート |
| MTVムービー・アワード                | コメディ演技賞                              | ザック・ガリフィアナキス          | 受賞       |
| MTVムービー・アワード                | コメディ演技賞                              | ブラッドリー・クーパー            | ノミネート |
| MTVムービー・アワード                | ドンデモ・シーン賞                          | ケン・チョン                      | 受賞       |
| ピープルズ・チョイス・アワード       | 作品賞                                      | -                                 | ノミネート |
| ピープルズ・チョイス・アワード       | コメディ映画賞                              | -                                 | ノミネート |
| サテライト賞                         | 主演男優賞 (ミュージカル・コメディ部門)     | ブラッドリー・クーパー            | ノミネート |
| スパイク・ガイズ・チョイス・アワード | ガイ・ムービー・オブ・ザ・イヤー            | -                                 | 受賞       |
| セントルイス映画批評家協会賞         | コメディ映画賞                              | -                                 | 受賞       |
| 全米脚本家組合賞                     | 脚本賞                                      | -                                 | ノミネート |

## 音楽
本作のスコアはクリストフ・ベックが担当した。また、他に20以上の楽曲が使われ、そのうち13曲がサウンドトラック盤に収録されている。エンド・クレジットで流れる曲はフロー・ライダーの「ライト・ラウンド」である。

### サウンドトラック
| #   | タイトル                | 作詞 | 作曲・編曲 | アーティスト                                    | 時間 |
| --- | ----------------------- | ---- | ---------- | ----------------------------------------------- | ---- |
| 1.  | 「It's Now or Never」   |      |            | El Vez                                          | 5:17 |
| 2.  | 「Thirteen」            |      |            | Danzig                                          | 4:15 |
| 3.  | 「Take It Off」         |      |            | The Donnas                                      | 2:58 |
| 4.  | 「Fever」               |      |            | ザ・クランプス                                  | 4:16 |
| 5.  | 「Wedding Bells」       |      |            | ジーン・ヴィンセント & ヒズ・ブルー・キャップス | 2:31 |
| 6.  | 「In the Air Tonight」  |      |            | フィル・コリンズ                                | 5:30 |
| 7.  | 「Stu's Song」          |      |            | エド・ヘルムズ                                  | 0:56 |
| 8.  | 「Rhythm and Booze」    |      |            | Treat Her Right                                 | 2:49 |
| 9.  | 「アイコ・アイコ」      |      |            | The Belle Stars                                 | 2:50 |
| 10. | 「Three Best Friends」  |      |            | ザック・ガリフィアナキス                        | 0:29 |
| 11. | 「Ride the Sky II」     |      |            | Revolution Mother                               | 2:03 |
| 12. | 「Candy Shop」          |      |            | Dan Finnerty and The Dan Band                   | 2:58 |
| 13. | 「Joker and the Thief」 |      |            | ウルフマザー                                    | 4:40 |

サウンドトラック未収録曲
- "トキシック" - ブリトニー・スピアーズ
- "Who Let the Dogs Out?" - Baha Men
- "ライト・ラウンド" - フロー・ライダー
- "Can't Tell Me Nothing" - カニエ・ウェスト
- "マイアヒ・ライフ" - T.I. featuring リアーナ
- "Joker & the Thief" - ウルフマザー
- "What Do You Say" - Mickey Avalon
- "Yeah!" - アッシャー feat. リュダクリス & リル・ジョン

## 続編
続編『ハングオーバー!! 史上最悪の二日酔い、国境を越える』が2011年に公開された。ブラッドリー・クーパー、エド・ヘルムズ、ザック・ガリフィアナキス、ジャスティン・バーサ、ケン・チョンらが再出演するほか、ニック・カサヴェテス、メイソン・リー（アン・リーの息子）などがカメオ出演する。